# ババイェツの歌
ババイェツの歌（スワヒリ語: Baba Yetu）は、クリストファー・ティン作曲の曲。シヴィライゼーション4のテーマ曲である。2009年に発表された編曲版で第53回グラミー賞最優秀ヴォーカル入りインストゥルメンタル編曲賞を受賞し、ゲーム音楽として初のグラミー賞受賞作品となった。ババイェツとは、スワヒリ語で「わたしたちの父」を意味し、歌詞は主の祈りのスワヒリ語訳が元になっている。

## 歴史
2005年、ゲームデザイナーのソーレン・ジョンソンがスタンフォード大学在籍時のルームメイトであったクリストファー・ティンに依頼し、シヴィライゼーション4のテーマ曲として作曲された。歌詞はクリス・キアギリによってスワヒリ語に訳され、ロン・レーガンとスタンフォード・タリスマンによって歌われた。ゲーム中では、オープニング、セットアップ、メニュー画面で使用されている。また、シヴィライゼーション4特別版には予約特典としてサウンドトラックが同梱されていたが、その第10トラックに収録された。
2007年、アルフレッド・ミュージックからシングルとして発売、2011年には、混声合唱（SATB）にオプションとして打楽器を伴うア・カペラ版として編曲を行ったものも発売されている。
2009年、初アルバムであるコーリング・オール・ドーンズにロン・レーガンとソウェト・ゴスペル・クワイアの歌唱で収録された。

## 演奏
2006年ビデオ・ゲームス・ライブで演奏され、これがハリウッド・ボウルでの初演となった。ビデオ・ゲームス・ライブは、ジョン・F・ケネディ・センター、ロイヤル・フェスティバル・ホールでも開催されている。
2009年にはドバイ・ファウンテンで流される曲の一つに選ばれている。
2013年1月には、第67回国際連合総会の新年コンサートで演奏されている。

## 受賞
2007年3月8日には、ゲーム・オーディオ・ネットワーク・ギルド（GANG）の最優秀オリジナル合唱曲部門で受賞し、同時にクリストファー・ティンは新人賞を受賞した。
2010年12月5日、第53回グラミー賞最優秀ヴォーカル入りインストゥルメンタル編曲賞に、ゲーム音楽としては初となるノミネートが発表された。ノミネート対象となったのはコーリング・オール・ドーンズ収録版であり、2011年2月13日受賞が決定、これはゲーム音楽として初のグラミー賞となった。
2011年の第10回インディペンデント・ミュージック・アワーズを、「映画・テレビ・マルチメディアの歌」と「ワールドビートの歌」の両部門で受賞した。
この他にも様々な評価を得ている。